# روگن ماکار
روگن ماکار (به فرانسوی: Les Rougon-Macquart) عنوان مجموعهٔ کتاب بیست جلدی از نویسنده، روزنامه‌نگار و نمایش نامه‌نویس فرانسوی امیل زولا است. روگن ماکار، یک زیر مجموعهٔ تاریخ طبیعی و اجتماعی از دو شاخه و شجرهٔ خانوادگی در دوران امپراتوری دوم فرانسه و یکی از برجسته‌ترین آثار مکتب ادبی ناتورالیسم فرانسه است.

## تأثیرات
زولا در اوایل زندگی با آثار بالزاک نویسندهٔ شهیر فرانسوی و چرخهٔ کتاب‌های معروف او مشهور به کمدی انسانی کاملاً آگاه شده بود و این شناخت از بالزاک و آثارش تأثیر عمیقی بر زولا گذاشت و باعث شد که تصمیم بگیرد مجموعهٔ شخصی خودش را به عنوان یک چرخهٔ جداگانه تألیف نماید، از آنجایی که این کار زولا را نشات گرفته از اقدام بالزاک می‌دانستند وی مجبور شد که در سال ۱۸۶۹ طی مقاله‌ای توضیح دهد که تفاوت کار او و بالزاک در چه چیزی است. به عنوان یک نویسندهٔ ناتورالیسم، زولا به شدت به علم و به ویژه علم وراثت و تکامل علاقه‌مند بود.
زولا بیشتر نوشته‌های دکتر پروسپر لوکاس، کلود برنارد و چارلز داروین را می‌خواند و در قسمت‌هایی نیز حتی به آن‌ها اشاره می‌کرد. به عنوان مرجع برای این کار خودش معتقد بود که مردم به شدت تحت وراثت و محیط زیست اطرافیان خود قرار دارند. زولا برای اثبات این فرضیه، دو فاکتور مهم را نشان می‌دهد که می‌تواند اعضای یک خانواده را تحت تأثیر مستقیم قرار دهد. در سال ۱۸۷۱ در مقدمهٔ کتاب ثروت روگن‌ها یا دارایی خانوادهٔ روگن، به خوبی این موضوع را توضیح می‌دهد. اندیشه زولا در توارث از پروسپر لوکاس، دوست امیل شکل می‌گیرد که در جوانی توجهش را به داروین و فرضیه وی جلب می‌کند

## کتاب‌های مجموعهٔ روگن ماکار به ترتیب شمارگان
| ترتیب شمارگان | نام کتاب            | نام‌های دیگر | تاریخ انتشار |
| ------------- | ------------------- | ----------- | ------------ |
| ۱             | دارایی خانوادهٔ روگن | ثروت روگن‌ها | ۱۸۷۱         |
| ۲             | سهم سگان شکاری      | ذِبح         | ۱۸۷۲–۱۸۷۱    |
| ۳             | شکم پاریس           |             | ۱۸۷۳         |
| ۴             | فتح پلاسان          |             | ۱۸۷۴         |
| ۵             | گناه کشیش موره      |             | ۱۸۷۵         |
| ۶             | عالیجناب اوژن روگن  |             | ۱۸۷۶         |
| ۷             | آسوموار             |             | ۱۸۷۷         |
| ۸             | یک صفحه عشق         |             | ۱۸۷۸         |
| ۹             | نانا                |             | ۱۸۸۰         |
| ۱۰            | دیگ دیزی            |             | ۱۸۸۲         |
| ۱۱            | بهشت بانوان         | خانم‌ها بهشت | ۱۸۸۳         |
| ۱۲            | شور زندگی           | پولین       | ۱۸۸۴         |
| ۱۳            | ژرمینال             |             | ۱۸۸۵         |
| ۱۴            | شاهکار              |             | ۱۸۸۶         |
| ۱۵            | زمین                |             | ۱۸۸۷         |
| ۱۶            | رویا                |             | ۱۸۸۸         |
| ۱۷            | دیو درون (رمان)     |             | ۱۸۹۰         |
| ۱۸            | پول                 | پول و زندگی | ۱۸۹۱         |
| ۱۹            | شکست                | افتضاح      | ۱۸۹۲         |
| ۲۰            | دکتر پاسکال         |             | ۱۸۹۳         |

## نگارخانه

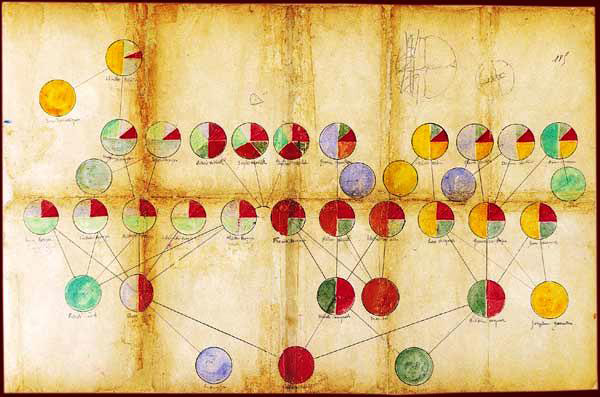
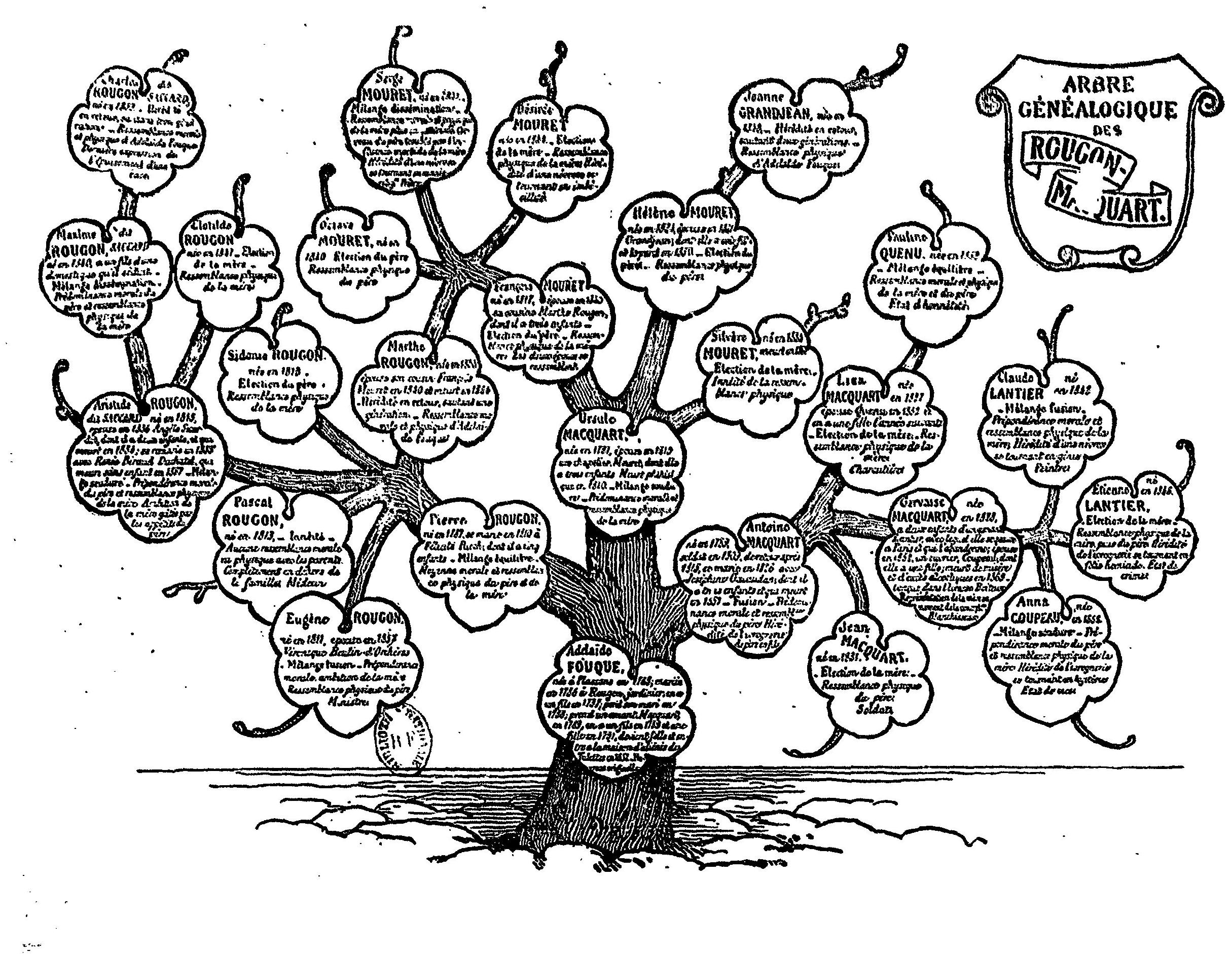
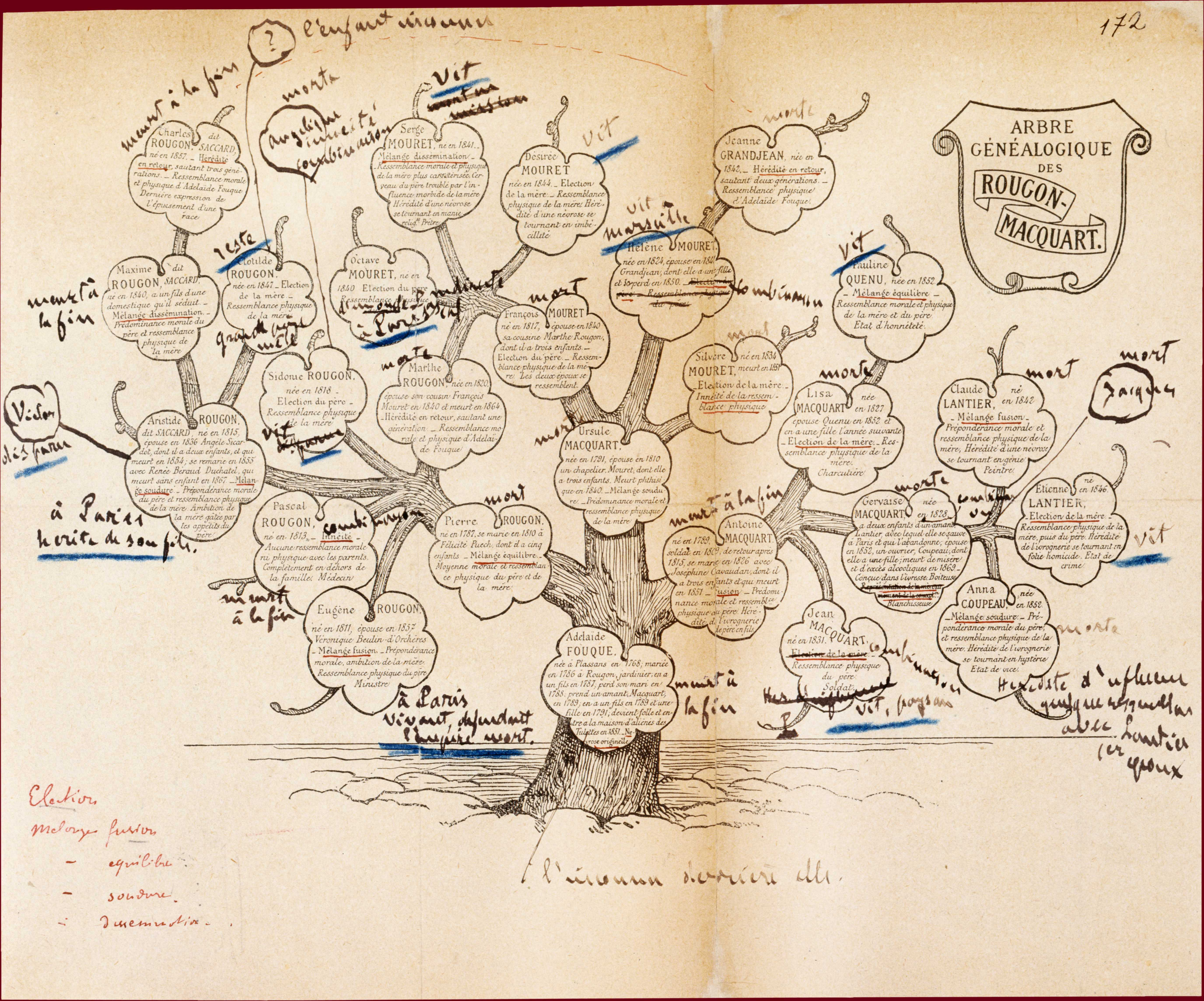
نمایی از شجره نامهٔ خانوادهٔ روگن ماکار که زولا برای این مجموعه طرح کرد به سال ۱۸۷۸